# Serrasalmus manueli
Serrasalmus manueli – gatunek słodkowodnej, tropikalnej, bentopelagicznej ryby z rodziny piraniowatych (Serrasalmidae). Występuje w Ameryce Południowej – w dorzeczach Amazonki i Orinoko. Osiąga długość do 36 cm (chociaż inne źródła mówią o większych rozmiarach), podczas gdy najwyższa zarejestrowana masa ciała wynosiła 2,5 kg. Odżywia się nasionami i owocami. Gatunki ryb z rodzaju Semaprochilodus mogą również być w jadłospisie tego zwierzęcia, jednak wykonano zbyt mało badań, aby to potwierdzić. Prawdopodobnie zjada części ciała i płetwy.
Bardzo rzadko trzyma się ją w dużych akwariach.